# Malbork
Malbork (en alemán, Marienburg) es una ciudad de Polonia situada en el voivodato de Pomerania. Según el censo de 2021, tiene una población de 37 635 habitantes.
Suele asociarse con su fortaleza medieval, considerada el mayor castillo gótico del mundo.
La ciudad fue fundada en 1286. En la meseta que domina el río, al sur del recinto del castillo, se construyeron el ayuntamiento (aproximadamente en 1380) y la iglesia parroquial municipal dedicada a San Pedro.
A partir de 1309, Malbork fue la sede de los grandes maestros de la Orden Teutónica y la capital de uno de los estados más poderosos de la Europa medieval. En julio de 1410, justo antes de que fuera sitiada, fue incendiada por los propios caballeros teutónicos. Posteriormente se reconstruyó la ciudad, se repararon las fortificaciones en ruinas y se construyeron otras nuevas.
En 1997, el castillo de Malbork fue declarado Patrimonio de la Humanidad por la UNESCO.

## Galería de imágenes

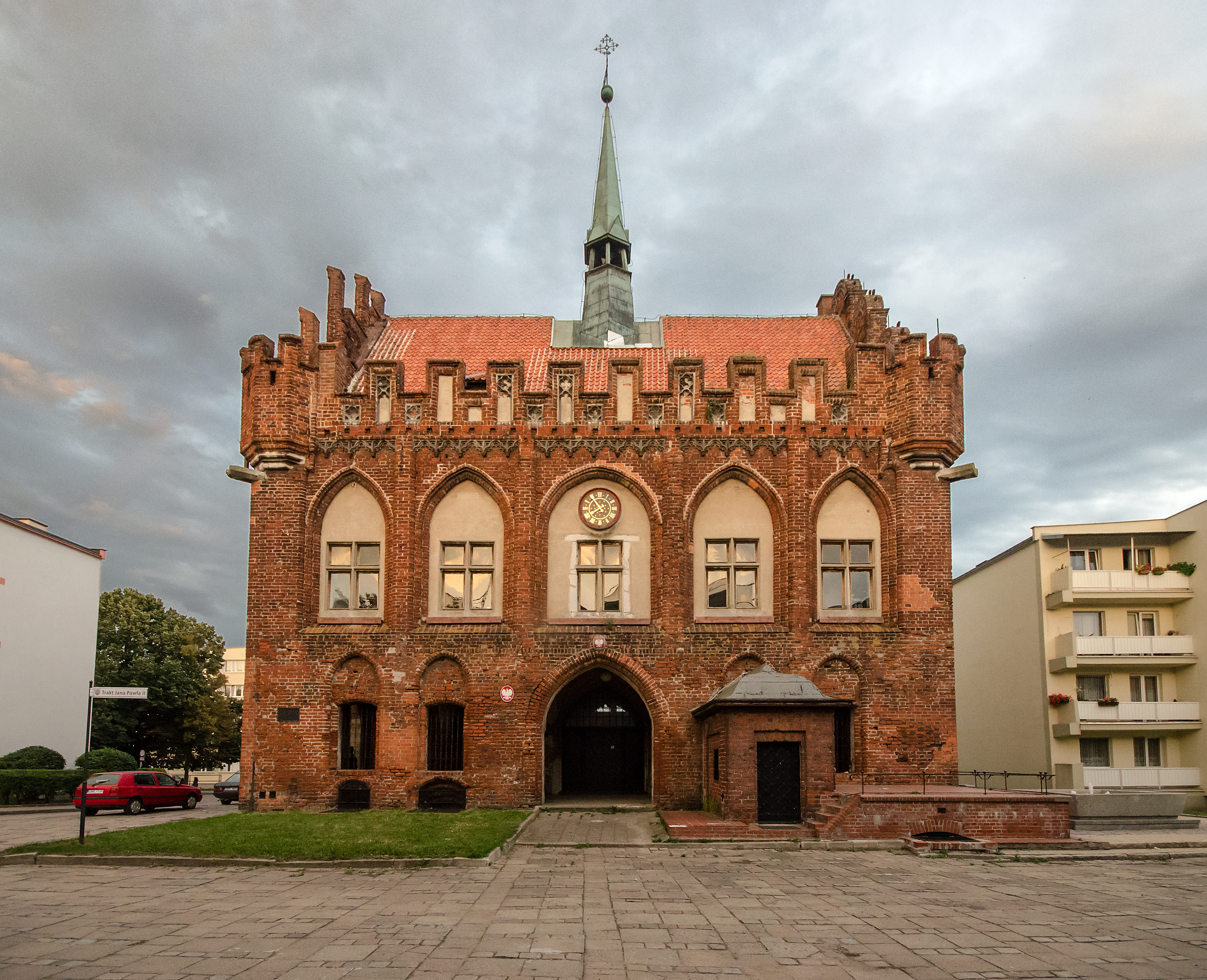
Antiguo Ayuntamiento
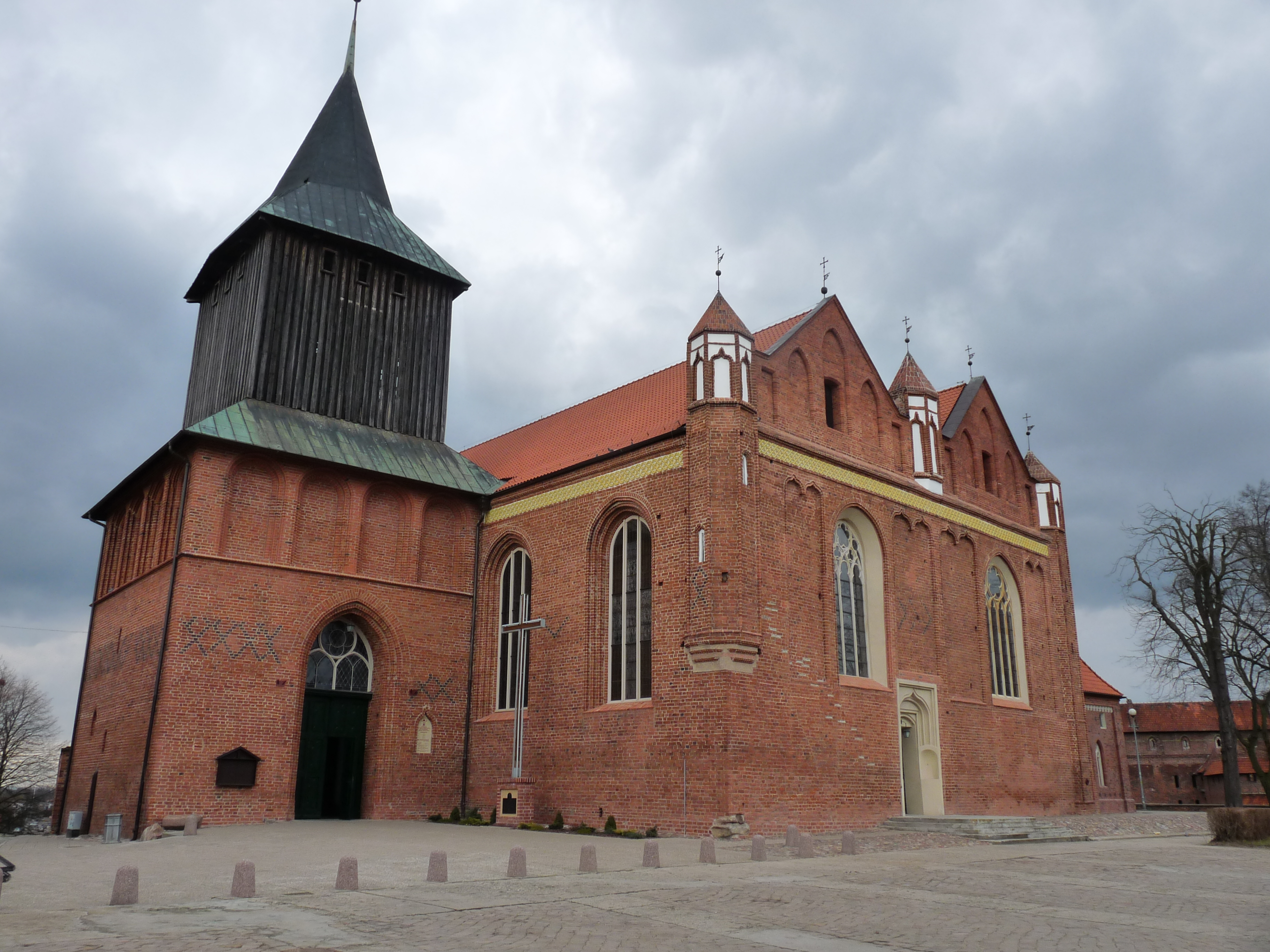
Parroquia Católica Romana de San Juan el Bautista
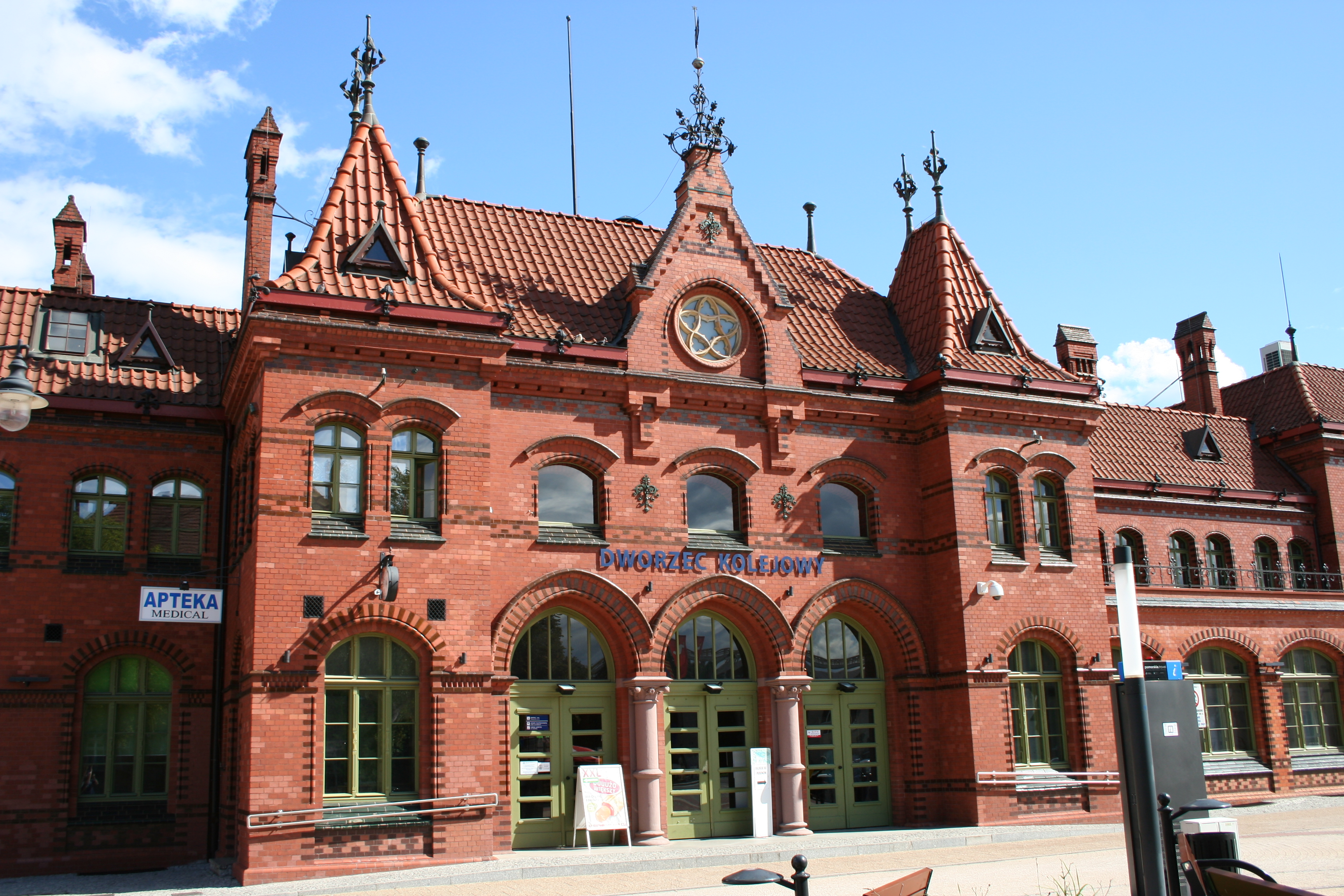
Estación de tren de Malbork
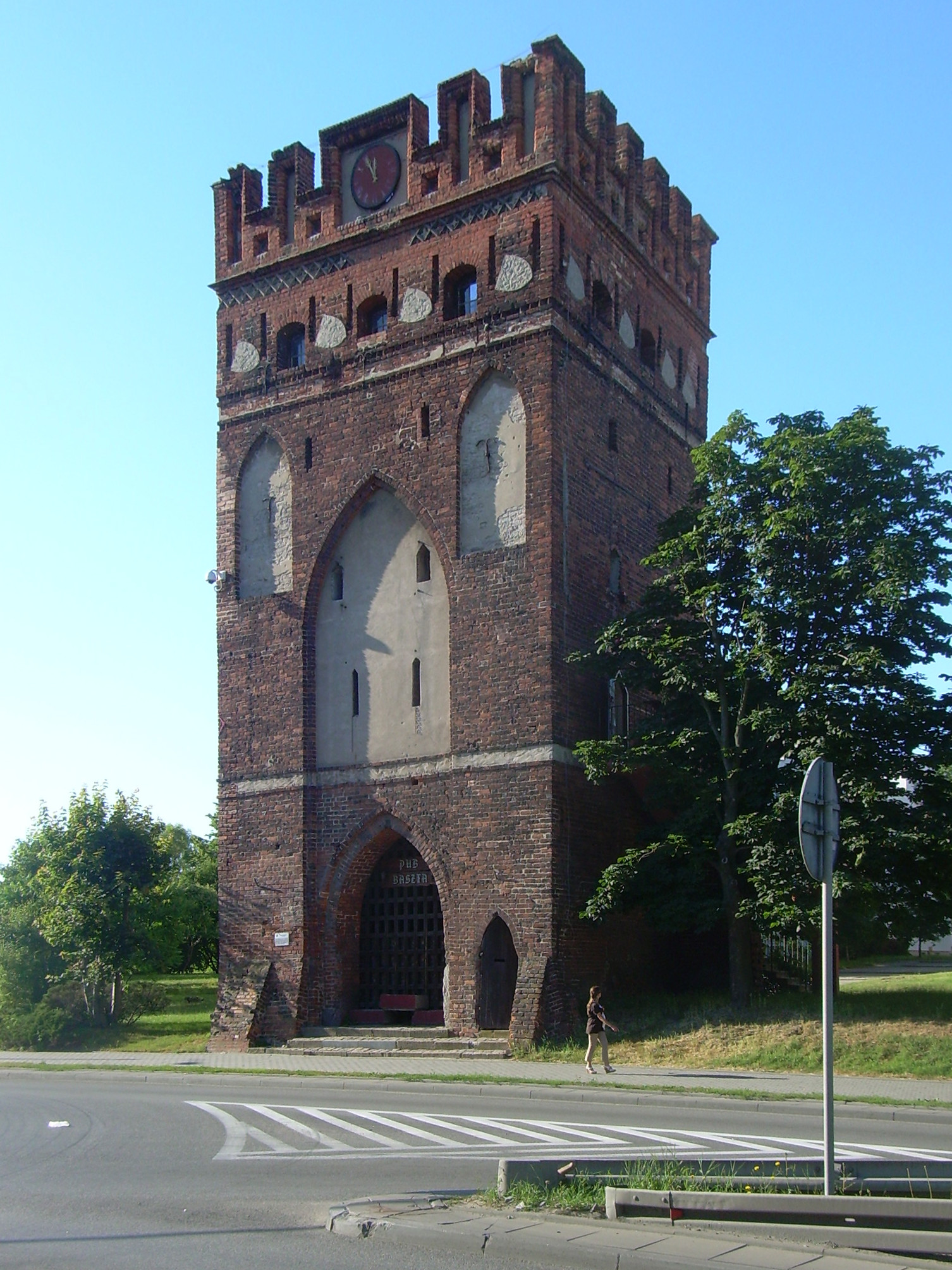
Puerta Mariacka
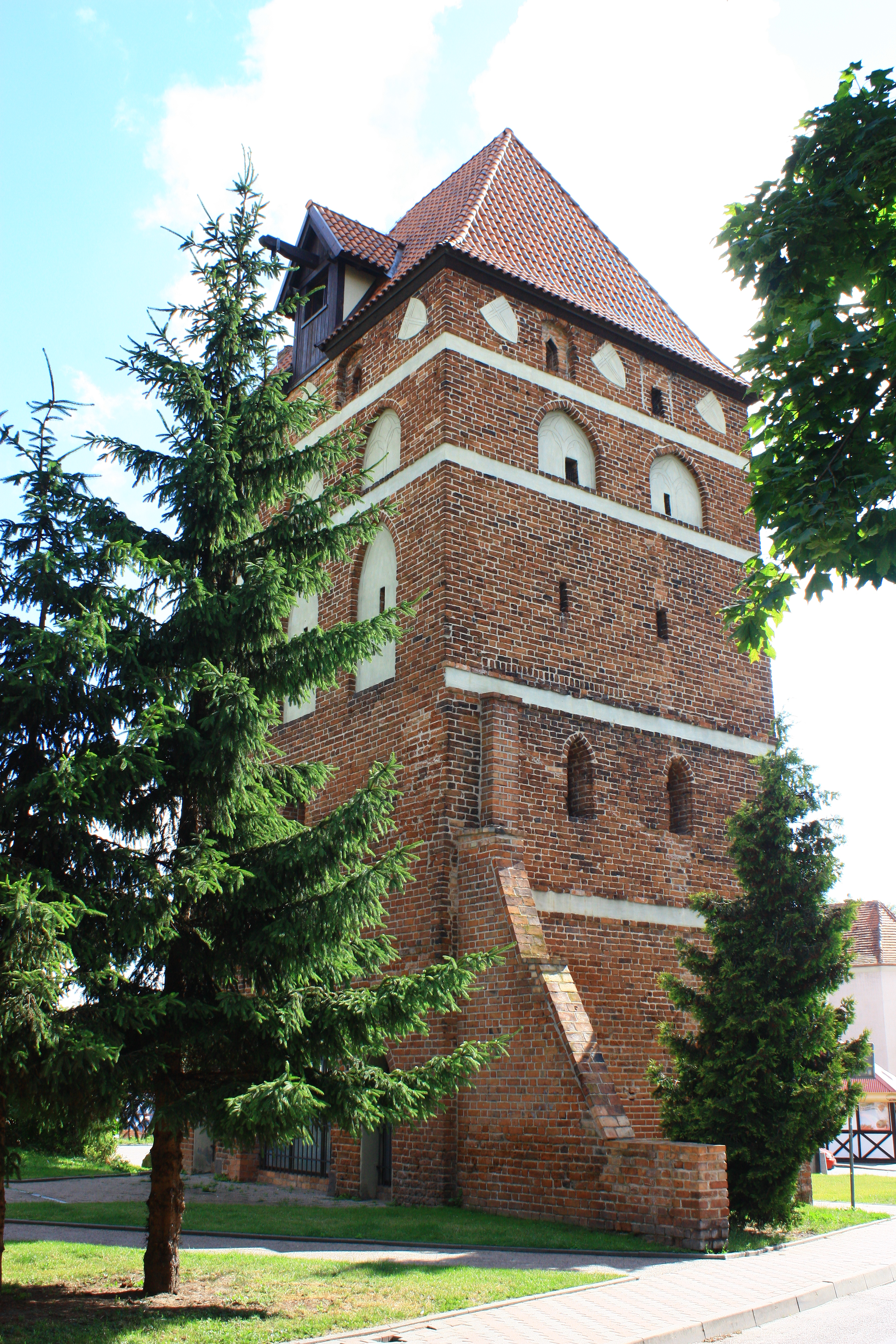
Puerta Garncarska
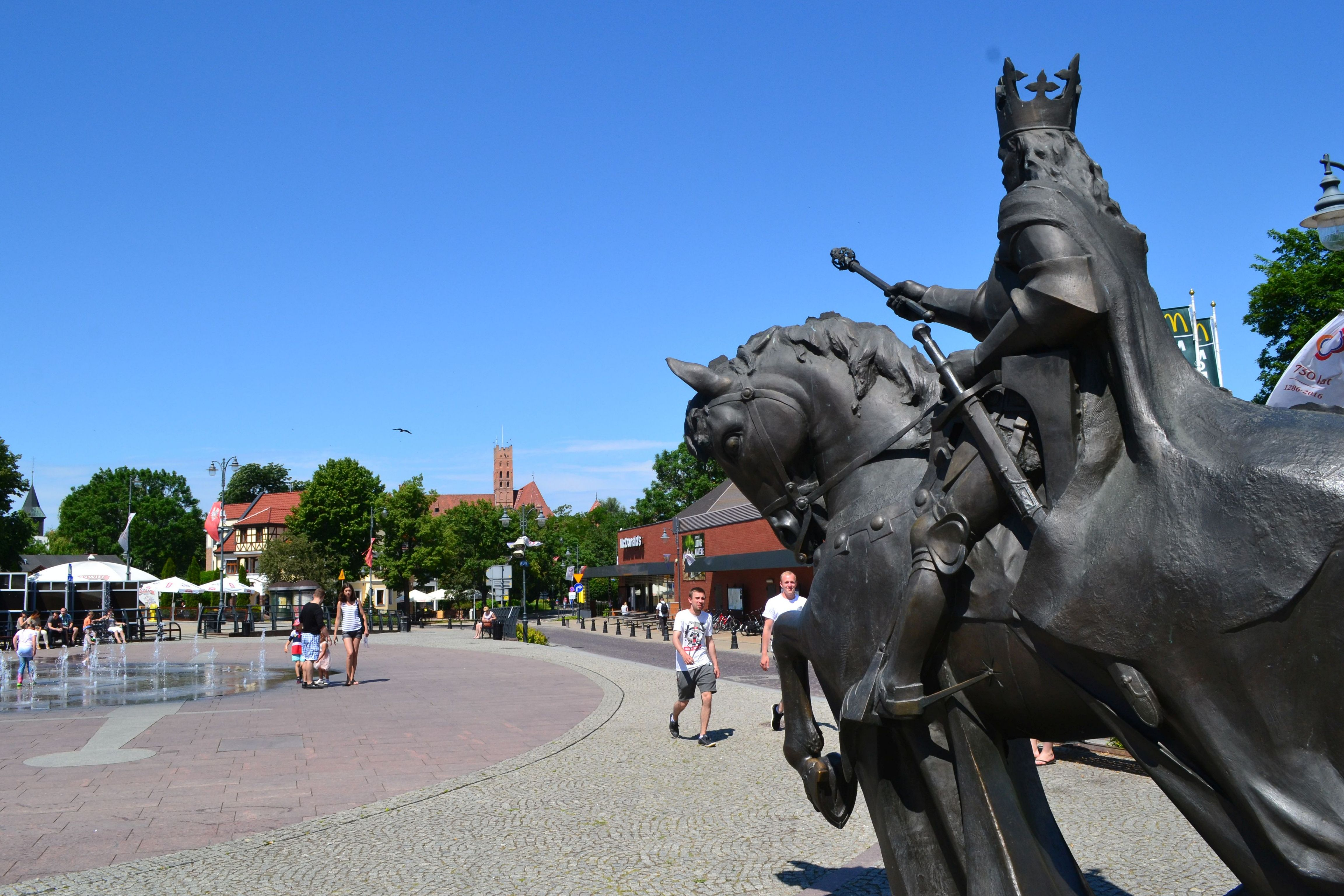
Monumento a Casimir Jagiellon